# Gassificatore al plasma
Il gassificatore al plasma (Plasma Gasification Process, acronimo PGP) è un sistema di riciclaggio dei rifiuti.
Mediante somministrazione di energia elettrica e calore, si crea un arco elettrico che gassifica i rifiuti. Il risultato è una scissione molecolare che porta come prodotti pesanti e gas, questi ultimi usati per generare energia elettrica.